# إدنا والاس هوبر
إدنا والاس هوبر (بالإنجليزية: Edna Wallace Hopper)‏ هي ممثلة أمريكية، ولدت في 17 يناير 1872 بسان فرانسيسكو في الولايات المتحدة، وتوفيت في 14 ديسمبر 1959 بمانهاتن في الولايات المتحدة بسبب ذات الرئة.

## وصلات خارجية
- إدنا والاس هوبر على موقع IMDb (الإنجليزية)
- إدنا والاس هوبر على موقع قاعدة بيانات برودواي على الإنترنت (الإنجليزية)